# Pentadesma butyracea
Pentadesma butyracea är en tvåhjärtbladig växtart som beskrevs av Joseph Sabine. Pentadesma butyracea ingår i släktet Pentadesma och familjen Clusiaceae. Inga underarter finns listade i Catalogue of Life.